# Filialkirche Pichlern
Koordinaten: 46° 44′ 14,7″ N, 14° 3′ 48,8″ O

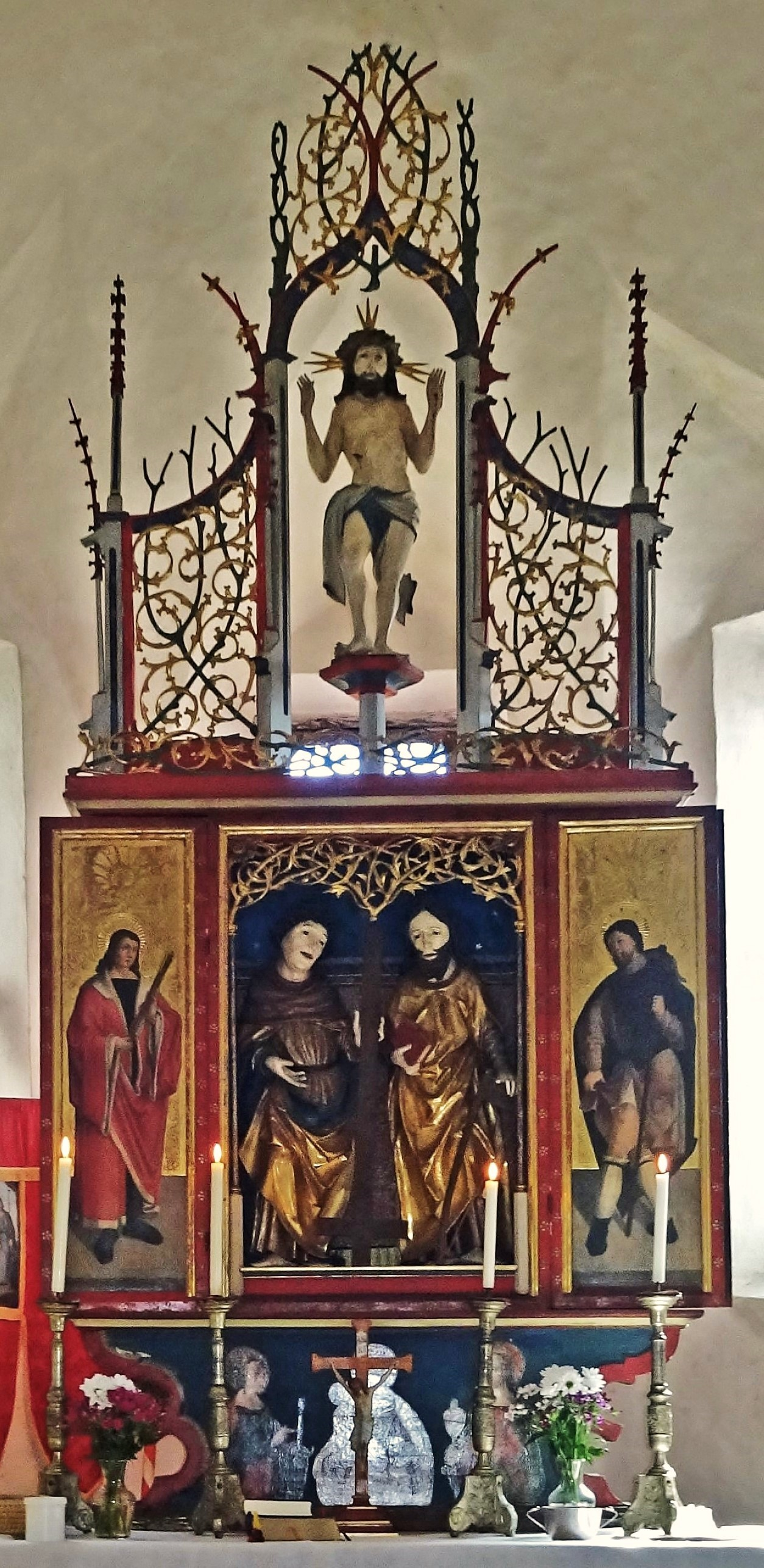
Filialkirche Pichlern, Hochaltar

Die römisch-katholische Filialkirche Pichlern in der Gemeinde Himmelberg im Bezirk Feldkirchen in Kärnten ist den Aposteln Philippus und Jakobus minor geweiht. Das erstmals 1451 urkundlich erwähnte Gotteshaus ist eine Filialkirche der Pfarre Himmelberg.

## Baubeschreibung
Die Kirche ist ein spätgotischer Bau mit einem eingezogenen, polygonalen Chor, einem nordseitigen Sakristeianbau, einer hölzernen Vorlaube und einem hölzernen Dachreiter. Die Fenster wurden in der zweiten Hälfte des 20. Jahrhunderts erneuert.
Im Inneren verbindet ein spitzbogiger Triumphbogen das flachgedeckte Langhaus und den dreijochigen Chor mit Dreiachtelschluss. Über dem Chor erhebt sich eine Spitztonne mit Stichkappen. Die hölzerne Westempore steht auf einer hölzernen Balustersäule.

## Ausstattung
Der Hochaltar ist ein spätgotischer Flügelaltar, der wohl vor 1519 in der Villacher Werkstätte gefertigt wurde. Die Malereien stammen von Urban Görtschacher. Der Schrein birgt die Figuren der beiden Kirchenheiligen. Auf den gemalten Innenflügeln sind die Pestheiligen Sebastian und Rochus dargestellt. Auf den Außenseiten der beweglichen Flügeln sind die Heiligen Martin und Chrysanthus, auf den Standflügeln die Heiligen Nikolaus, Georg, Leonhard und Florian zu sehen. Die Predella ist mit den Büsten der Madonna und der Heiligen Katharina und Barbara bemalt. Auf der Rückseite ist das Schweißtuch der Veronika wieder gegeben. Im Gesprenge steht die Schnitzfigur des Schmerzenmannes.
Der linke Seitenaltar mit dem Bild des Apostels Bartholomäus ist mit 1854 bezeichnet. Der rechte barocke Seitenaltar trägt eine Figurengruppe der heiligen Dreifaltigkeit. Die Kanzel entstand im zweiten Viertel des 17. Jahrhunderts.

## Glocken
Im quadratischen kleinen Dachreiter hängen noch zwei mit der Hand zu läutende Glocken. Die kleine Glocke mit der Aufschrift „Ambros Basler 1567“ ist eine Bronzeglocke mit einem Durchmesser von 30 cm und einem Gewicht von 35 kg. Die größere Glocke mit der Aufschrift „Lorenz Pez in Clagenfurt gos mich anno 1665“ ist eine Bronzeglocke mit 45 cm Durchmesser und einem Gewicht von ca. 60 kg.

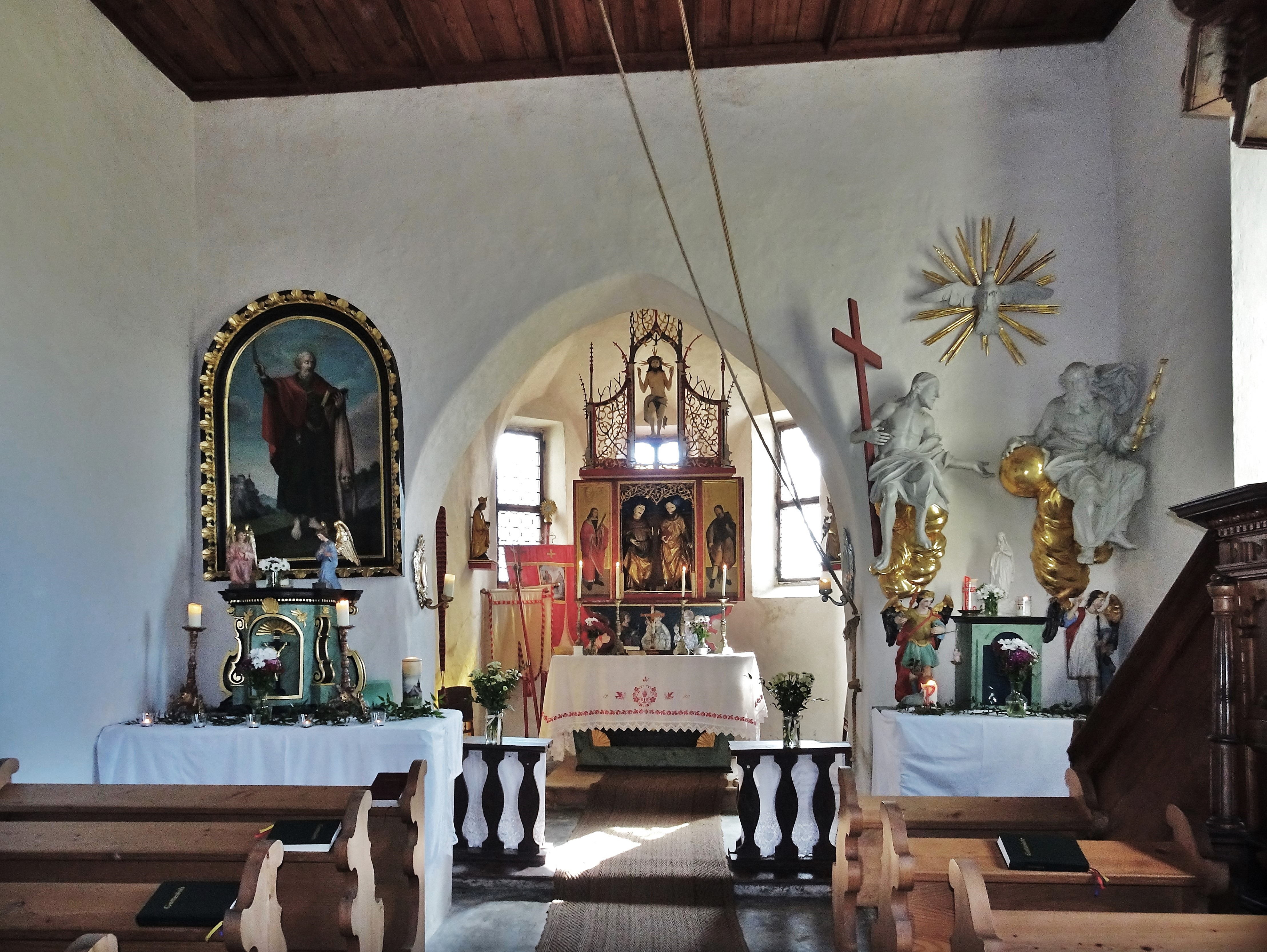
Innenansicht der Kirche
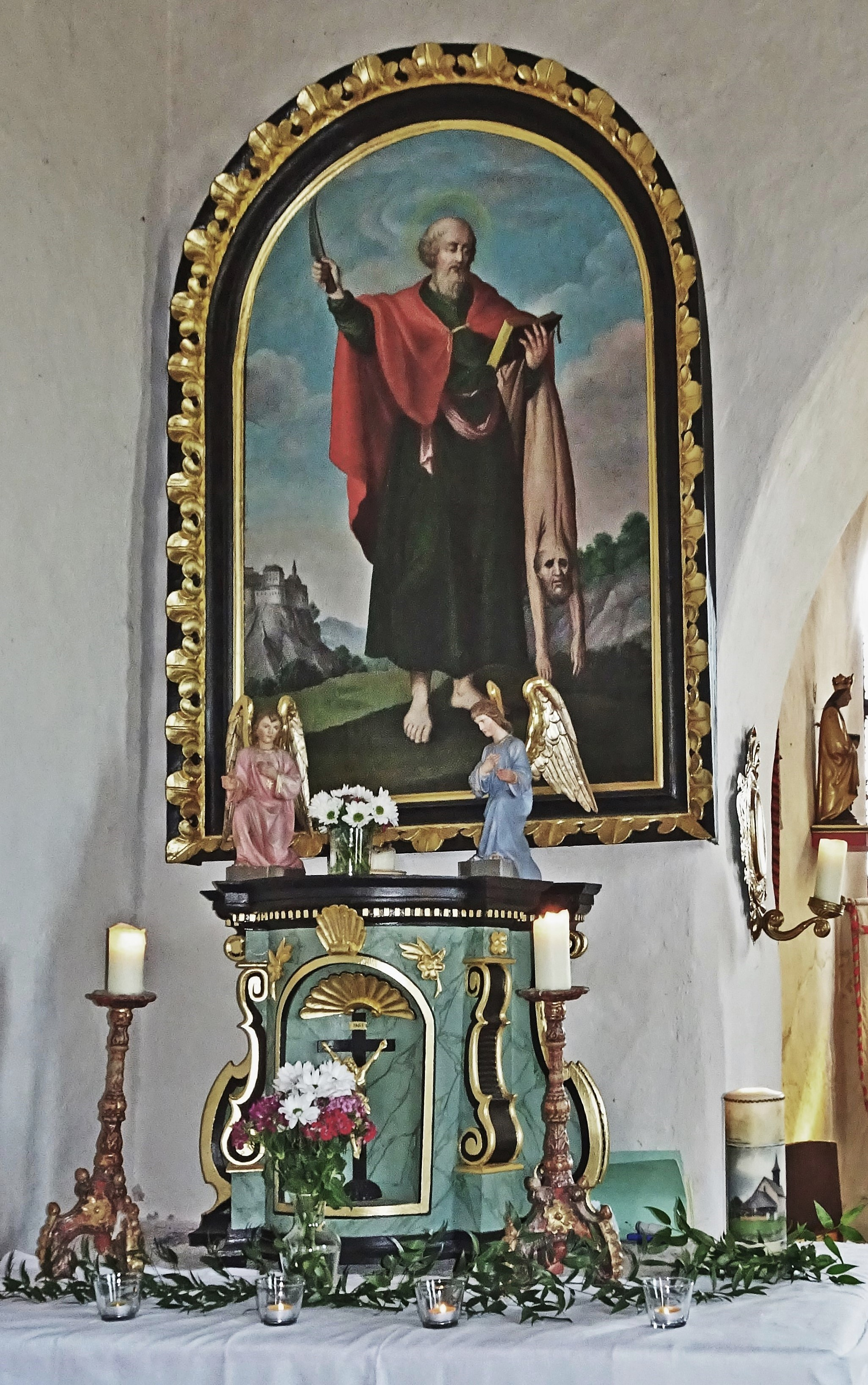
Der Bartholomäusaltar
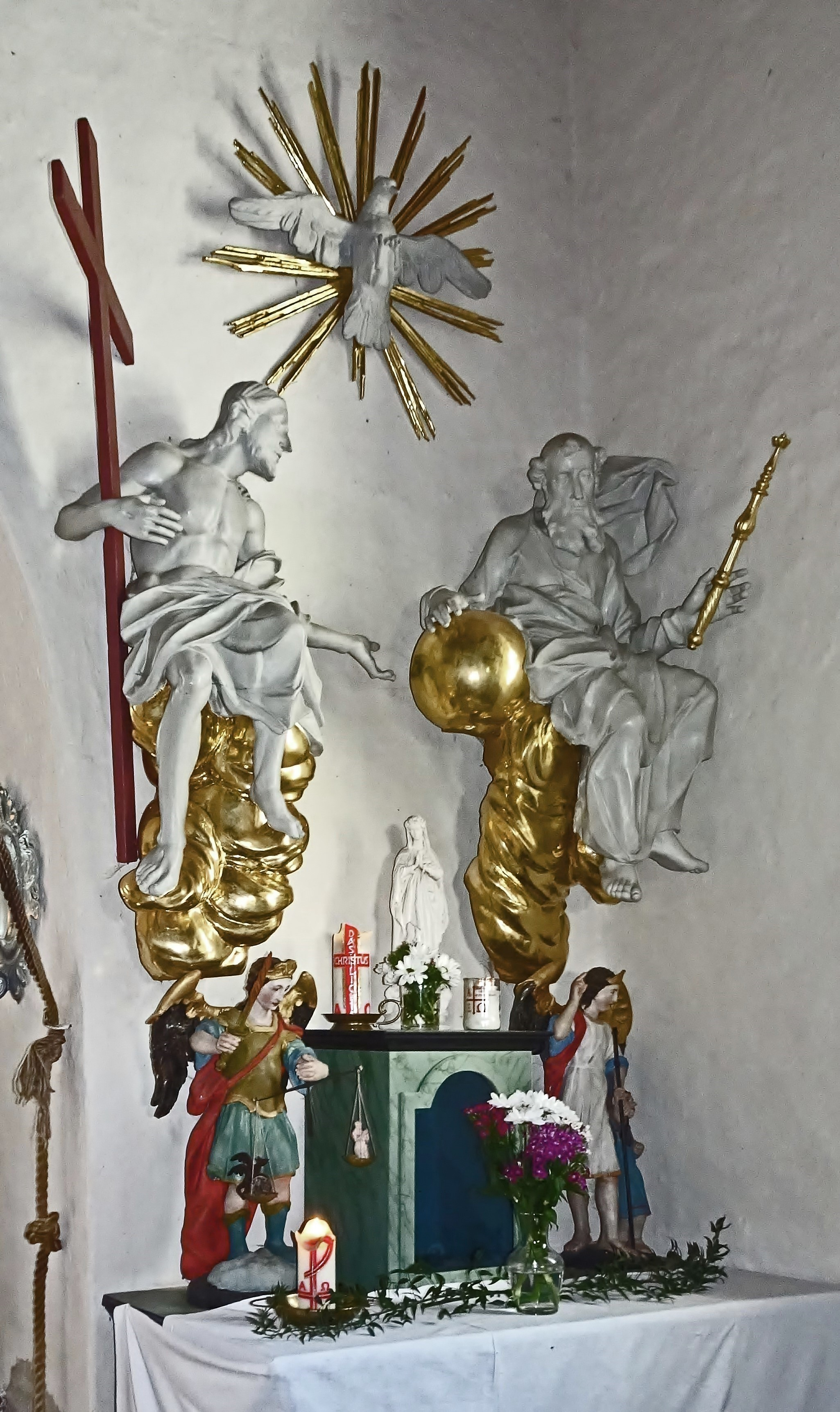
Der Dreifaltigkeitsaltar